# روبرت بوبا
روبرت بوبا (بالرومانية: Robert Popa)‏ هو لاعب كرة قدم روماني في مركز حراسة المرمى، ولد في 5 مارس 2003. لعب مع يونيفرسيتاتيا كرايوفا.

## وصلات خارجية
- روبرت بوبا على موقع قاعدة بيانات كرة القدم.إي يو (الإنجليزية)
- روبرت بوبا على موقع Soccerway.com (الإنجليزية)